# 道の駅願成就温泉
道の駅願成就温泉（みちのえき がんじょうじゅおんせん）は、山口県山口市阿東徳佐上にある国道9号の道の駅である。

## 概要
すぐそばが山口県と島根県との県境（野坂トンネル）となっており、島根県鹿足郡津和野町からも近い。
1995年（平成7年）7月7日に日帰り入浴施設としてオープン。2003年（平成15年）8月8日に道の駅の登録を受け、11月に道の駅としてリニューアルオープンした。このような経緯もあって、主要道路沿いに作られることの多い通常の道の駅と異なり、国道9号から少し山側に入った場所にある。

## 施設
- 駐車場：66台
  - 普通車：59台
  - 大型車：5台
  - 身障者用：2台
- トイレ：18器
  - 男：大 3器、小 6器
  - 女：7器
  - 身障者用：2器
- 公衆電話：1台
- レストラン 11:30 - 15:00(ラストオーダー14:30)
むつみ豚を使った料理が食べられる。
- 売店
- 休憩施設
- 日帰り温泉施設（願成就温泉「遊湯館」）
  - 男湯には「弁慶の湯」、女湯には「静の湯」の愛称がある。
- 情報コーナー
- 郵便ポスト（地福郵便局）

## 休館日
- 全館：第3水曜日

## アクセス
- 国道9号 - 登録路線

## 周辺
- 十種ヶ峰
- 船平山
- 船方総合農場